# DR 1.0
La DR 1.0 EV è un'autovettura superutilitaria prodotta dalla casa automobilistica italiana DR Automobiles a partire dal 2023.
Nella gamma del marchio molisano, la 1.0 è collocata alla base della gamma e rappresenta il ritorno nel settore delle citycar dopo alcuni anni di assenza. Inoltre, la 1.0 EV è la prima elettrica del marchio molisano ad entrare effettivamente in commercio.

## Il contesto

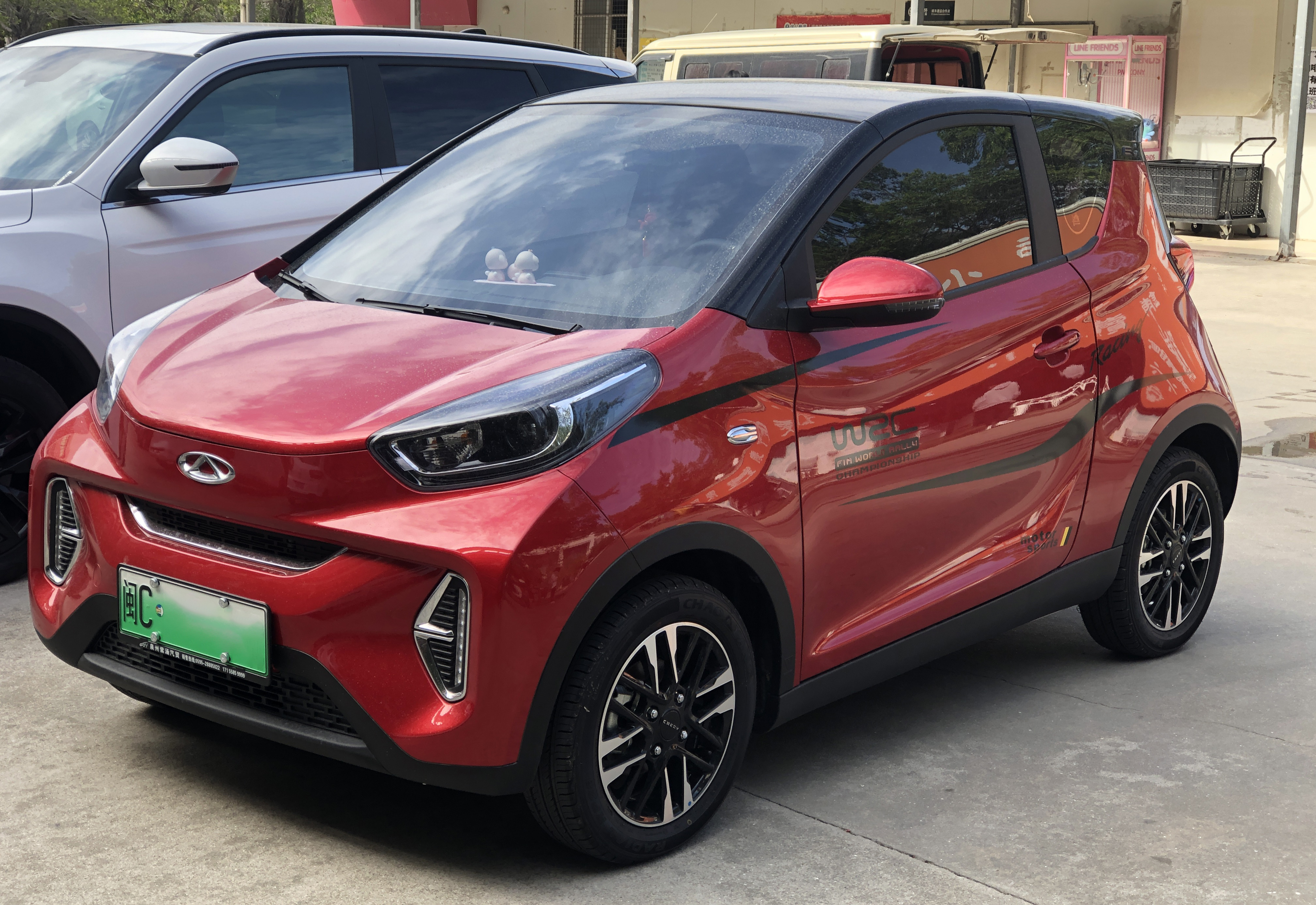
La Chery eQ1 è l'automobile su cui si basa la prima elettrica del marchio DR, ossia la 1.0 EV.

La DR 1.0 EV è stata presentata nel mese di febbraio del 2023 dopo essere stata anticipata, in veste semi - definitiva, al Milano - Monza Motor Show dell'anno prima sotto il nome di Sportequipe S1 con l'intenzione di produrla nello stabilimento di Macchia d'Isernia. Si basa sulla cinese Chery eQ1, citycar in vendita dal 2017 e sottoposta ad un restyling due anni dopo. Si tratta della prima proposta del marchio molisano nel settore delle citycar, abbandonato quattro anni prima con l'uscita dai listini della Zero.
A livello estetico la principale differenza è dovuta alla calandra, di dimensioni leggermente maggiori e dotata del logo della casa in basso a sinistra come da tradizione, ed inoltre si osserva la presenza di fendinebbia rotondi nelle prese d'aria laterali; i loghi della Chery, ovali, sono stati rimpiazzati dalla scritta EV anteriormente e dal logo DR al posteriore. Anche negli interni le modifiche rispetto al progetto originale sono limitate perlopiù ai loghi e alle personalizzazioni, con inserti sul volante e sulla plancia di colore azzurro per ribadire la natura elettrica del veicolo.
Nonostante le dimensioni particolarmente contenute (320 cm di lunghezza), la DR 1.0 EV propone 4 posti e un bagagliaio da 110 litri, che salgono a 630 se si abbattono gli schienali dei sedili posteriori.
Il telaio della DR 1.0 EV è in alluminio ultraleggero con traverse anticollisione ad alta resistenza ed è rivestito da una carrozzeria in materiale composito per un peso complessivo che supera di poco la tonnellata. Le sospensioni anteriori sono delle McPherson indipendenti, mentre quelle posteriori sono multilink con barra stabilizzatrice.

## Motori e allestimenti
Il veicolo è dotato di un motore sincrono a magneti permanenti da 45 kW (61CV) di potenza, con coppia pari a 150 Nm, che è in grado di spingere l'auto fino a 120 km/h e di farle ottenere un'accelerazione da 0 a 100 km/h in 17 secondi. La trazione è posteriore in quanto il motore è montato sul retrotreno. 
Per quanto concerne i tempi di ricarica della batteria LFP (litio - ferro - fosfato) da 31 kWh lordi, si hanno 4 ore con corrente AC a 6 kW e 35 minuti per la DC a 40 kW. L'autonomia omologata secondo il ciclo WLTP è di 210 km, che salgono a 294 nel ciclo urbano.
Al debutto è disponibile un solo allestimento, dotato di: 2 airbag, ABS, ESP, cruise control, sistema multimediale da 9,7 pollici con connettività Apple CarPlay/Android Auto, sensori di parcheggio e telecamera a 360°, caricatore wireless per il cellulare, fari full LED, sistema di accensione e avviamento della vettura senza chiavi, caricatore wireless per il cellulare, sedili in tessuto (di cui quello del conducente con regolazioni elettriche) e cerchi in lega da 15 pollici. Con l’allestimento POP, optional a 600 euro, si possono ottenere delle personalizzazioni estetiche, tra cui il numero 1 sulle fiancate ed un punto esclamativo sul cofano.